# Primož Bertoncelj
Primož Bertoncelj, slovenski stripar, * 1980, Ljubljana.
Študiral je arhitekturo na Fakulteti za arhitekturo v Ljubljani. Leta 1995 je začel objavljati svoje stripe v reviji Joker ter postal njen hišni stripar in ilustrator. Poleg serije kratkih stripov o naivnem dvornem norčku Jokerju in drugih junakih (Neki neznanec, Zasekamož, Zli vesoljci, pingvin ...), ki so pod naslovom Crtič deluks izhajali v reviji Joker od leta 1995 do 2017, je za njeno spletno različico risal še strip Nadmrežna multinovela. Svoje kratke stripe brez naslova je objavljal tudi na blogu.
Velja za najznačilnejšega predstavnika stripa absurda na Slovenskem. Njegovi stripi so polni absurdnega humorja, nesmiselnih naukov in nepričakovanih preobratov. »Ti dogodki Bertoncljevim junakom nemalokrat zastavljajo praviloma patetično predstavljene in navidez globoke, a resnično nesmiselne moralne dileme, tudi te pa – podobno kakor vprašanje, zakaj se je nekaj sploh zgodilo – ostajajo brez odgovora in seveda tudi brez morale.«
Njegovi stripi so risani z močno obrobno linijo s tušem, figure v njih pa so zelo stilizirane. Pri svojem ustvarjanju se bolj kot na skopo, linearno risbo opira na živahne, gostobesedne dialoge in monologe.
Stripar je tudi njegov brat Matjaž Bertoncelj.

## Stripovska albuma
- Ambrožev Paberkuum, samozaložba, 2001
- Ambrožev Paberkuum 2, samozaložba, 2009[5]

## Razstave stripov
- Slovenski strip in animirani film 1996-2006, Galerija sodobne umetnosti Celje, 2006-2007
- Likovni kritiki izbirajo (kustos: Lev Menaše), Cankarjev dom, Ljubljana, 2009
- Arhitektura inventura 2008-2010. Pregledna razstava Društva arhitektov Ljubljana, Cankarjev dom, Ljubljana, 2011
- Risba v stripu na Slovenskem, Mestna galerija Ljubljana, 2011
- ComiXconnection, Kino Šiška, Ljubljana, 2013
- ComiXconnection, Izložba alternativnog stripa, Muzej savremene likovne umetnosti Vojvodine, Novi Sad, Srbija, 2015
- To je orožje!, Angažiran strip XX. stoletja na Slovenskem, Vodnikova domačija, Ljubljana, 2016
- Pritličje, Ljubljana, 2017
- Stripovsko desetletje. Strip v Sloveniji 2006-2016. Galerija sodobne umetnosti Celje, 2017